# Cristo Rey Volleyball Club 2018
Questa voce raccoglie le informazioni riguardanti il Cristo Rey Volleyball Club nella stagione 2018.

## Stagione
Il Cristo Rey Volleyball Club debutta in Liga de Voleibol Superior, partecipando alla prima edizione del torneo e classificandosi al secondo posto: dopo aver eliminato il Guerreras durante le semifinali dei play-off scudetto viene sconfitto in finale scudetto dal Caribeñas.

## Organigramma societario
Area direttiva
- Presidente: Milagros Cabral
- Team manager: José Ureña

Area tecnica
- Allenatore: Wilson Sánchez
- Assistente allenatore: José Espinal

Area sanitaria
- Fisioterapista: Ruben Andisin

## Rosa
| N° | Nome                  | Ruolo | Data di nascita   | Nazionalità sportiva |
| -- | --------------------- | ----- | ----------------- | -------------------- |
| 1  | Erika Asencio         | O     | 2 aprile 2000     | Rep. Dominicana      |
| 2  | Maria Jorge           | L     | 26 novembre 1998  | Rep. Dominicana      |
| 3  | Yulisbeth Payano      | S     | 25 maggio 1999    | Rep. Dominicana      |
| 4  | Marianne Fersola      | C     | 16 gennaio 1992   | Rep. Dominicana      |
| 5  | Brenda Castillo       | L     | 5 giugno 1992     | Rep. Dominicana      |
| 6  | Alondra Reyes         | S     | 4 luglio 1998     | Rep. Dominicana      |
| 7  | Romina Cornelio       | S     | 29 settembre 2002 | Rep. Dominicana      |
| 8  | Esthefany Rabit       | C     | 18 gennaio 2002   | Rep. Dominicana      |
| 11 | Juana González        | P     | 3 gennaio 1979    | Rep. Dominicana      |
| 12 | Madeline Guillén      | S     | 4 giugno 2001     | Rep. Dominicana      |
| 13 | Perla Aybar           | S     | 7 novembre 2002   | Rep. Dominicana      |
| 14 | Yokaty Pérez          | P     | 6 agosto 1998     | Rep. Dominicana      |
| 15 | Ana Fabian            | S     | 7 novembre 1988   | Rep. Dominicana      |
| 16 | Chantal Paniagua      | S     | 15 gennaio 2001   | Rep. Dominicana      |
| 19 | Brenda Rodríguez      | C     | 13 ottobre 2000   | Rep. Dominicana      |
| 22 | Gaila González        | O     | 25 giugno 1997    | Rep. Dominicana      |
| 23 | Marifranchi Rodríguez | C     | 29 agosto 1990    | Rep. Dominicana      |

## Mercato
| Acquisti | Acquisti              | Acquisti                | Acquisti   |
| R.       | Nome                  | da                      | Modalità   |
| -------- | --------------------- | ----------------------- | ---------- |
| O        | Erika Asencio         | ?                       | definitivo |
| L        | Maria Jorge           | ?                       | definitivo |
| S        | Yulisbeth Payano      | ?                       | definitivo |
| C        | Marianne Fersola      | -                       | definitivo |
| L        | Brenda Castillo       | Bauru                   | definitivo |
| S        | Alondra Reyes         | ?                       | definitivo |
| S        | Romina Cornelio       | ?                       | definitivo |
| C        | Esthefany Rabit       | ?                       | definitivo |
| P        | Juana González        | -                       | definitivo |
| S        | Madeline Guillén      | Club Malanga            | definitivo |
| S        | Perla Aybar           | ?                       | definitivo |
| P        | Yokaty Pérez          | Los Cachorros           | definitivo |
| S        | Ana Fabian            | -                       | definitivo |
| S        | Chantal Paniagua      | ?                       | definitivo |
| C        | Brenda Rodríguez      | ?                       | definitivo |
| O        | Gaila González        | Capitalinas de San Juan | definitivo |
| C        | Marifranchi Rodríguez | -                       | definitivo |

| Cessioni | Cessioni | Cessioni | Cessioni |
| R. | Nome     | a        | Modalità |
| --- | -------- | -------- | -------- |
| Non sono avvenuti movimenti di mercato in uscita perché la società è stata fondata pochi mesi prima dell'inizio della stagione |          |          |          |

## Statistiche

### Statistiche di squadra
| Competizione | Punti | In casa | In casa | In casa | In trasferta | In trasferta | In trasferta | Totale | Totale | Totale |
| Competizione | Punti | G       | V       | P       | G            | V            | P            | G      | V      | P      |
| ------------ | ----- | ------- | ------- | ------- | ------------ | ------------ | ------------ | ------ | ------ | ------ |
| LVS          | 31    | 0       | 0       | 0       | 0            | 0            | 0            | 17     | 11     | 6      |
| Totale       | -     | 0       | 0       | 0       | 0            | 0            | 0            | 17     | 11     | 6      |

G = partite giocate; V = partite vinte; P = partite perse